# Xavier Armange
 (décembre 2016).
 (mai 2023).
Si vous disposez d'ouvrages ou d'articles de référence ou si vous connaissez des sites web de qualité traitant du thème abordé ici, merci de compléter l'article en donnant les références utiles à sa vérifiabilité et en les liant à la section « Notes et références ».
Xavier Armange est un écrivain, illustrateur, photographe et éditeur français né à Nantes le 17 juin 1947.

## Biographie
Après des études de Lettres, il travaille dans la communication. Parallèlement il mène une carrière de romancier et d'auteur-illustrateur surtout pour la jeunesse. Il est l’auteur d’une quarantaine de livres et albums. Il a collaboré aussi à la presse jeune.
Il crée en 1995 aux Sables-d’Olonne une maison d’édition, les éditions d'Orbestier, gérée depuis 2010 par son fils, Cyril Armange, près de Nantes. Elle propose en janvier 2024 près de 400 titres à son catalogue.
Xavier Armange s'intéresse à l'Asie, particulièrement à l'Inde qu'il connaît bien et encore plus particulièrement à Bénarès. Il a publié  Bénarès, au-delà de l'Éternité (Éditions D'Orbestier).
Xavier Armange est aussi l'auteur des Contes indiens du Seigneur Éléphant.
En 2013, il retourne à l'illustration avec deux nouveaux albums de jeunesse : "Une nuit où je me sentais seule" (éditions MeMo) et "Les Oiseaux blancs de Manhattan" (Rêves bleus). Ce livre est sélectionné par le MAK de Vienne (Museum für angewandte Kunst) en 2022 dans l'exposition "Le livre comme médium artistique" (Bilderbuchkunst - Das Buch als künstlerisches Medium), 60 ans de créations par des artistes internationaux.
Xavier Armange participe, comme intervenant, à divers événements et festivals. Il anime dans les écoles et les bibliothèques des rencontres, conférences ainsi que des ateliers de lecture et d'écriture. Il a également tenu une chronique voyage sur une télévision.

## Publications
- Série Les Clowns (albums, textes et illustrations, éditions Hatier)
  - Le Clown de toutes les couleurs
  - Le clown se déshabille
  - Le Clown musicien
  - Le Clown et ses amis
- L'Arbre de l'an bientôt, texte et illustrations, album, éditions La Farandole
- Les Structures administratives, texte d'Henri-Victor Mallard, éditions Mellinet
- C'est la fête, album, éditions Hatier
- Série J’explore mon corps (albums, illustrations, textes de Jean Recoing, éditions Hatier)
  - La Planète Poumon
  - Le Cœur satellite
- Dragon l'ordinaire, roman, éditions Flammarion, Castor Poche (Prix du Donjon)
- Série Les Mille Mots de Julie, albums, édition en langue française (Les Deux Coqs d'Or)
  - Cache-Cache à la ville
  - Cache-Cache à la campagne
  - Cache-Cache en voyage
- Série Les Mille Mots de Julie, édition américaine (Derrydale Books, New York)
  - Find-A-Word in the City
  - Find-A-Word in the Country
  - Find-A-Word on Vacation
- Série Les Mille Mots de Julie, édition espagnole (Grijalbo Junior, Barcelone)
  - ¿ Que Ves en la Ciudad ?
  - ¿ Que Ves en el campo ?
  - ¿Que Ves... viajando ?
- Série Les Mille Mots de Julie, édition allemande (Hachette-Pestalozzi, Erlangen)
  - Auf dem Land
  - Auf der Reise
- Le Prisonnier de la bibliothèque, roman jeunesse, éditions D’Orbestier
- Conseils municipaux des enfants et des jeunes, Mode d’emploi. Livret D’Orbestier.
- Le Livre de cave des vins de France, livre-guide pratique, éditions de Communication
- Le Calife que personne n'aimait, roman jeunesse, illustrations de Devis Grébu, éditions Bayard-Poche
  - El Califa infeliz, édition espagnole, Leoleo 4
- Guide des jeunes. 1000 réponses pratiques, guide pratique, avec Zoé Bosquet, éditions D’Orbestier
- La Malle sanglante du Puits d'Enfer, roman policier historique, éditions D’Orbestier
- Contes et légendes insolents de l'Ouest, illustration de Michel Guyon, éditions D’Orbestier
- L'Anneau de Dragon - Dragon l’ordinaire, roman jeunesse, éditions D’Orbestier
- Le Supermarché en folie, roman jeunesse, illustrations de Nicole Claveloux, éditions D’Orbestier
- Gilbert Prouteau : Je passe aux aveux !, livre d'entretiens, éditions D'Orbestier
- Une histoire peu commune. Conseils municipaux des enfants et des jeunes. Jeune Citoyen, conte vécu, éditions D'Orbestier
- Guide des séniors. 1000 réponses pratiques, guide pratique, avec Zoé Bosquet, éditions D’Orbestier
- La Révolte des cochons, conte philosophique, illustrations de Charles Dutertre, Collection Zigoto, éditions D’Orbestier, 2005
- Contes indiens du seigneur éléphant, conte et voyage en Inde, photographismes de l'auteur, Collection Contes de la Planète bleue, éditions D’Orbestier
- Bénarès, au-delà de l'éternité, textes et 175 photos de l'auteur. Avec un dépliant en hors-texte, panorama géant des rives du Gange, 3,20 m (7 volets, 1,60 m recto verso)
- L'Arbre de l'an bientôt, texte. Illustrations Mathieu Redelsperger, album, éditions D'Orbestier
- Une Nuit où je me sentais seule. Album illustré par l'auteur, éditions MeMo
- La Cité hors du temps. Roman jeunesse. Oskar éditeur
- Les Oiseaux blancs de Manhattan. Album illustré par l'auteur. Éditions Rêves bleus (D'Orbestier). Coll. Des livres d'enfants pour les grands.
- Le Parfum de Nantes, collectif dirigé par Aude Cassayre - article "En sortant de l'école". Éditions D'Orbestier.
- La Tour. Album illustré par Chiara Arsego. Éditions Rêves Bleus (D'Orbestier). Coll. Des livres d'enfants pour les grands.
- Les Prisonniers du musée. Roman. Oskar Éditions. Coll. Polar.
- L'Enfant et les étoiles. Album jeunesse, illustration Juan Hernaz. Édition Rêves bleus.
- Le Tueur fou du Puits d'Enfer. Roman policier. Éditions d'Orbestier. Coll. Bleu cobalt.
- Remington blues. Thriller. Éditions de l'Atlantide.
- Illustrations de : La Tête à l'envers de Paul de Roujoux. Éditions de l'Atlantide.
- Contes des nuits de pleine lune en Vendée. Éditions de l'Atlantide.
- Le Voyage à Lhassa. Récit de voyage. Éditions de l'Atlantide.
- La Traversée de l'Amérique à dos de lévrier. Récit de voyage. Éditions de l'Atlantide.
- Bonnes nouvelles du bout du monde. 5 romans courts. Éditions de l'Atlantide.
- Le Voyage d'Ulysse, héros de la Vendée. Album illustré. Éditions de l'Atlantide.
- Le Bout du monde et encore loin. 7 romans courts. Éditions de l'Atlantide.
- La Femme masquée. Roman. Éditions de l'Atlantide.